# مهرجان براتيسلافا السينمائي الدولي
مهرجان براتيسلافا السينمائي الدولي (بالإنجليزية: Bratislava International Film Festival)‏ (المعروف أيضًا باسم براتيسلافا IFF) هو مهرجان سينمائي دولي تأسس عام 1999 ويعقد سنويًا في براتيسلافا، سلوفاكيا. بصرف النظر عن برنامج المنافسة الدولية، فإنه يعرض أيضًا بانتظام أفلام مؤلفين مشهورين بأثر رجعي، وبرنامج أفلام أوروبي، وبرامج أفلام مستقلة وبرامج موضوعية مختلفة.

## الجوائز
يتم تقديم الجوائز في الفئات التالية:
- الجائزة الكبرى لأفضل فيلم في المسابقة الدولية
- أفضل مخرج
- أفضل ممثلة
- أفضل ممثل
- جائزة FIPRESCI لأفضل فيلم، كما تحددها لجنة تحكيم من نقاد السينما.[2]

## وصلات خارجية
- Bratislava IFF official website
- IFF Bratislava في قاعدة بيانات الأفلام على الإنترنت